# Estação Monumental

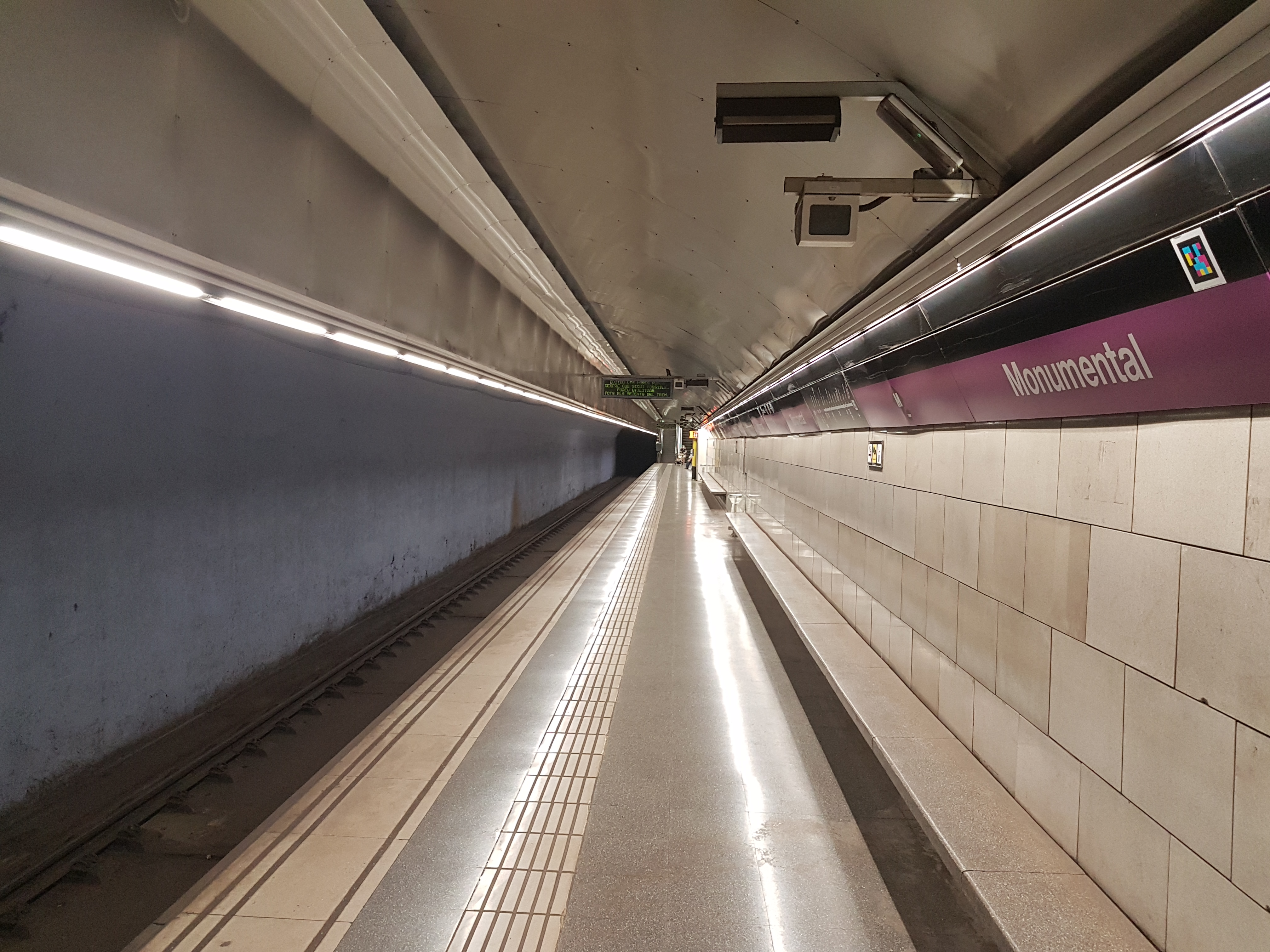
Estação Monumental em 2020.

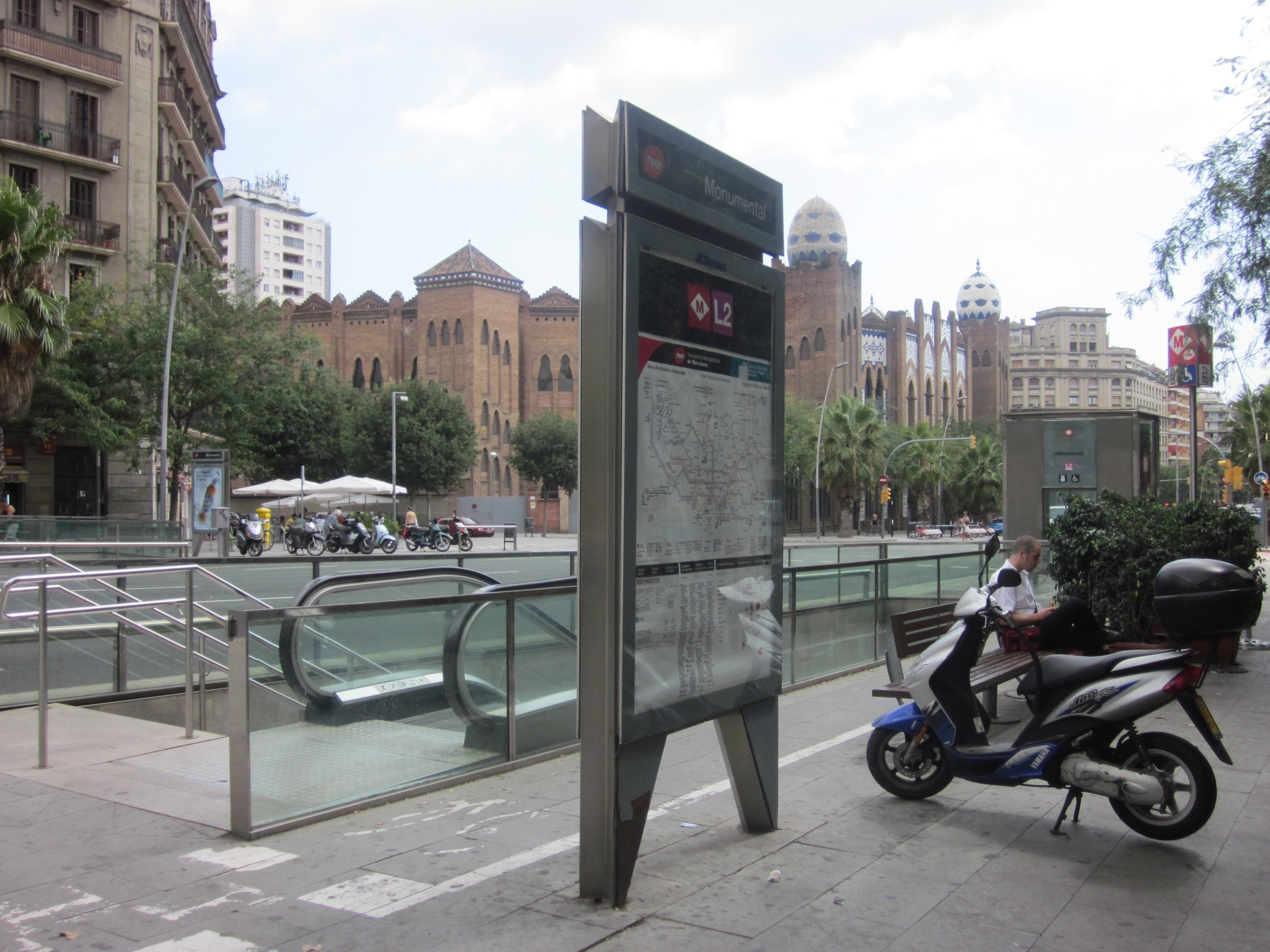
Acesso a estação.

Monumental é uma estação da linha Linha 2 do Metro de Barcelona.

## Origem do nome
Seu nome vem da antiga praça de touros La Monumental localizada em Eixample Dret, a parte norte do distrito central de Eixample em Barcelona. 

## Inauguração
Atendido pela L2 (linha roxa), foi inaugurado em 1995, junto com as demais estações do primeiro trecho da linha a ser construída de Sant Antoni à Sagrada Família.

## Localização
Situa-se sob a Carrer de la Marina entre Consell de Cent e Diputació, e pode ser acessado de ambas as calçadas da Marin.
- Marina
- Marina / Plaça de Toros